# Бодалёв, Алексей Александрович
Алексе́й Алекса́ндрович Бодалёв (13 октября 1923, Сарапул, Уральская область — 20 декабря 2014) — советский и российский психолог, специалист по проблемам общения и нравственного развития. Доктор психологических наук (1966), профессор (1967), действительный член АПН СССР (1978), заслуженный деятель науки Российской Федерации (2002).

## Биография
Родился в семье служащего. Работал на строительстве оборонительных сооружений в блокадном Ленинграде. С 1945 по 1950 годы обучался на философском факультете Ленинградского университета, был учеником Б. Г. Ананьева.
Работал учителем логики и психологии и классным руководителем 207-й школы Ленинграда. В 1953 году защитил кандидатскую диссертацию «Формирование требовательности к себе у старшего школьника». Доктор психологических наук (1966, диссертация «Восприятие и понимание человека человеком»), профессор (1967). С 1969 года руководил кафедрой общей психологии факультета психологии ЛГУ, с 1972 по 1976 годы — декан этого факультета.
В 1976 году организовал лабораторию социальной перцепции НИИ общей и педагогической психологии АПН СССР, при которой в 1979 году был создан первый в стране консультационный центр помощи семьям. С 1979 года также исполнял обязанности декана факультета психологии и заведующего кафедрой общей психологии МГУ.
Член-корреспондент (1971), действительный член АПН СССР (1978), академик-секретарь Отделения психологии и возрастной физиологии, вице-президент АПН (1986—1989). Академик Международной академии психологических наук (1993), Международной академии акмеологических наук (1993) и Международной академии педагогических наук (1994), член Международной ассоциации научной психологии, в 1976—1988 годах — член её ассамблеи.
Руководитель группы «Психология общения, развития и реабилитации личности» Психологического института РАО, одновременно — профессор кафедры психологии труда и инженерной психологии факультета психологии МГУ. Много лет являлся членом редколлегии журнала «Вопросы психологии» и председателем экспертного совета ВАК по психологии и педагогике.

## Научные проблемы
В работах А. А. Бодалёва рассматривается феноменология, закономерности и механизмы социального познания. При этом межличностное общение трактуется как одна из сторон целостного процесса общения, в котором существует познавательный, эмоциональный и поведенческий принцип
Одним из первых в российском человекознании раскрыл предмет акмеологии — науки, возникшей на стыке естественных, общественных и гуманитарных дисциплин и исследующей развитие человека как индивида, личности и как субъекта деятельности на ступени его зрелости и особенно при достижении им наиболее высокого уровня в этом развитии.
Из более 500 опубликованных А. А. Бодалевым трудов 50 переведены и изданы в других странах (США, Франции, Германии, Канаде, Японии, Мексике и др.). Под его научным руководством и консультациями подготовлено около 120 кандидатских и 24 докторских диссертаций.

## Основные работы
- «Восприятие человека человеком» (1965)
- «Формирование понятия о личности другого человека» (1970)
- «Восприятие и понимание человека человеком» (1982)
- «Личность и общение» (1983)
- «Основы психодиагностики» (1988, в соавт.)
- «Психология о личности» (1989)
- «Общая психодиагностика» (1989, в соавт.)
- «О предмете акмеологии» (1993)
- «Психология общения» (1996)
- «Теоретические основы социальной психологии» (1996, в соавт.)
- «Как становятся великими или выдающимися?» (1997, в соавт.)
- «Вершина в развитии взрослого человека: характеристики и условия достижения» (1998)